# Pacha (Ibiza)
Pour les articles homonymes, voir Pacha.
Le club Pacha d'Ibiza est une boîte de nuit située à côté de la ville d'Ibiza. 
Le club a ouvert en 1973 et fait partie du groupe Pacha. D'une capacité de 3 500 personnes, c'est le seul club de l'île à ne pas fermer l'hiver.
Musicalement, le Pacha Ibiza est connu pour sa spécialisation dans la house music. Cathy et David Guetta y inventent le concept des soirées « Fuck Me I'm Famous » basées entre autres sur le fait d'importer la French Touch sur l'île.